# Coronarctus tenellus
Espèce
Coronarctus tenellus est une espèce de tardigrades de la famille des Coronarctidae. 

## Distribution
Cette espèce se rencontre dans l'océan Indien au large de la Somalie et dans l'océan Atlantique au large de la Namibie entre 1 630 et 4 690 m de profondeur.

## Publication originale
- Renaud-Mornant, 1974 : Une nouvelle famille de Tardigrades marins abyssaux: les Coronarctidae fam. nov. (Heterotardigrada). Comptes rendus hebdomadaires des séances de l'Académie des sciences. Série D, Sciences naturelles, vol. 278, no 24, p. 3087-3090.